# Kempyninae
Kempyninae (лат.) — подсемейство сетчатокрылых насекомых из семейства Osmylidae, насчитывающее 20 видов в составе четырех ныне живущих родов: Kempynus, Australysmus, Euosmylus и Clydosmylus. Включает в себя крупнейших Osmylidae с размахом крыльев до 75 мм. Личинки ведут околоводный образ жизни. Ареал Kempyninae ограничивается Австралией, Новой Зеландией и Южной Америкой, однако в ископаемом виде подсемейство известно также с территории Евразии. 
Древнейшие находки Kempyninae происходят из средней юры Китая. Всего к Kempyninae относятся восемь вымерших родов: Arbusella, Cretosmylus, Euporismites, Jurakempynus, Kempynosmylus, Mirokempynus, Ponomarenkius и Sauktangida.